# Allsvenskan 2010
L'Allsvenskan 2010 è stata l'86ª edizione della massima serie del campionato svedese di calcio con la denominazione di Allsvenskan.

## Squadre partecipanti
| Club           | Rosa     | Città       | Stadio           | Stagione 2009      |
| -------------- | -------- | ----------- | ---------------- | ------------------ |
| AIK            | dettagli | Stoccolma   | Råsundastadion   | Campione di Svezia |
| Åtvidaberg     | dettagli | Åtvidaberg  | Kopparvallen     | 2° in Superettan   |
| Brommapojkarna | dettagli | Stoccolma   | Grimsta IP       | 12° in Allsvenskan |
| Djurgården     | dettagli | Stoccolma   | Stadio Olimpico  | 14° in Allsvenskan |
| Elfsborg       | dettagli | Borås       | Borås Arena      | 3° in Allsvenskan  |
| GAIS           | dettagli | Göteborg    | Ullevi           | 11° in Allsvenskan |
| Gefle          | dettagli | Gävle       | Strömvallen      | 10° in Allsvenskan |
| IFK Göteborg   | dettagli | Göteborg    | Ullevi           | 2° in Allsvenskan  |
| Halmstad       | dettagli | Halmstad    | Örjans Vall      | 13° in Allsvenskan |
| Häcken         | dettagli | Göteborg    | Rambergsvallen   | 5° in Allsvenskan  |
| Helsingborg    | dettagli | Helsingborg | Olympia          | 8° in Allsvenskan  |
| Kalmar         | dettagli | Kalmar      | Fredriksskans IP | 4° in Allsvenskan  |
| Malmö FF       | dettagli | Malmö       | Swedbank Stadion | 7° in Allsvenskan  |
| Mjällby        | dettagli | Mjällby     | Strandvallen     | 1° in Superettan   |
| Örebro         | dettagli | Örebro      | Behrn Arena      | 6° in Allsvenskan  |
| Trelleborg     | dettagli | Trelleborg  | Vångavallen      | 9° in Allsvenskan  |

### Allenatori
| Squadra        | Allenatore      |
| -------------- | --------------- |
| AIK            | Alex Miller     |
| Åtvidaberg     | Anders Thomsson |
| Brommapojkarna | Kim Bergstrand  |
| Djurgården     | Lennart Wass    |
| Elfsborg       | Magnus Haglund  |
| GAIS           | Alexander Axén  |
| Gefle          | Per Olsson      |
| IFK Göteborg   | Jonas Olsson    |

| Squadra     | Allenatore        |
| ----------- | ----------------- |
| Halmstad    | Lars Jacobsson    |
| Häcken      | Peter Gerhardsson |
| Helsingborg | Conny Karlsson    |
| Kalmar      | Nanne Bergstrand  |
| Malmö FF    | Roland Nilsson    |
| Mjällby     | Peter Swärdh      |
| Örebro      | Sixten Boström    |
| Trelleborg  | Tom Prahl         |

## Classifica
|  |     | Classifica finale | Pt | G  | V  | N  | P  | GF | GS | DR  |
|  | --- | ----------------- | -- | -- | -- | -- | -- | -- | -- | --- |
|  | 1.  | Malmö FF          | 67 | 30 | 21 | 4  | 5  | 59 | 24 | +35 |
|  | 2.  | Helsingborg       | 65 | 30 | 20 | 5  | 5  | 49 | 26 | +23 |
|  | 3.  | Örebro            | 52 | 30 | 16 | 4  | 10 | 40 | 30 | +10 |
|  | 4.  | Elfsborg          | 47 | 30 | 12 | 11 | 7  | 55 | 40 | +15 |
|  | 5.  | Trelleborg        | 44 | 30 | 13 | 5  | 12 | 39 | 42 | -3  |
|  | 6.  | Mjällby           | 43 | 30 | 11 | 10 | 9  | 36 | 29 | +7  |
|  | 7.  | IFK Göteborg      | 40 | 30 | 10 | 10 | 10 | 42 | 29 | +13 |
|  | 8.  | Häcken            | 40 | 30 | 11 | 7  | 12 | 40 | 42 | -2  |
|  | 9.  | Kalmar            | 40 | 30 | 10 | 10 | 10 | 36 | 38 | -2  |
|  | 10. | Djurgården        | 40 | 30 | 11 | 7  | 12 | 35 | 42 | -7  |
|  | 11. | AIK               | 35 | 30 | 10 | 5  | 15 | 29 | 36 | -7  |
|  | 12. | Halmstad          | 35 | 30 | 10 | 5  | 15 | 31 | 42 | -11 |
|  | 13. | GAIS              | 32 | 30 | 8  | 8  | 14 | 24 | 35 | -11 |
|  | 14. | Gefle             | 29 | 30 | 7  | 8  | 15 | 33 | 46 | -13 |
|  | 15. | Åtvidaberg        | 29 | 30 | 7  | 8  | 15 | 32 | 51 | -19 |
|  | 16. | Brommapojkarna    | 25 | 30 | 6  | 7  | 17 | 20 | 48 | -28 |

### Squadra campione
- Johan Dahlin (29)
- Ulrich Vinzents (29)
- Daniel Andersson (30)
- Wílton Figueiredo (27)
- Jimmy Durmaz (27)
- Ricardinho (22)
- Ivo Pękalski (24)
- Jiloan Hamad (27)
- Daniel Larsson (29)
- Guillermo Molins (28)
- Agon Mehmeti (24)
- Allenatore: Roland Nilsson

Riserve
Jeffrey Aubynn (20), Pontus Jansson (18), Miljan Mutavdžić (12), Yago Fernández (10), Joseph Elanga (10), Dardan Rexhepi (10), Jasmin Sudić (6), Markus Halsti (7), Rick Kruys (4), Alexander Nilsson (3), Dejan Garača (2), Muamet Asanovski (1)

## Risultati

### Spareggio salvezza/promozione
Allo spareggio salvezza/promozione vennero ammesse la quattordicesima classificata in Allsvenskan (Gefle) e la terza classificata in Superettan (GIF Sundsvall).
|               | Risultati |               | Luogo e data                |
| ------------- | --------- | ------------- | --------------------------- |
| GIF Sundsvall | 0 - 1     | Gefle         | Sundsvall, 10 novembre 2010 |
| Gefle         | 2 - 0     | GIF Sundsvall | Gävle, 14 novembre 2010     |
|               |           |               |                             |

## Classifica marcatori
| Gol | Rigori |  | Giocatore           | Squadra                     |
| --- | ------ |  | ------------------- | --------------------------- |
| 20  | 3      |  | Alexander Gerndt    | Gefle (8), Helsingborg (12) |
| 19  | 2      |  | Denni Avdić         | Elfsborg                    |
| 12  |        |  | Mathias Ranégie     | Häcken                      |
| 11  |        |  | Agon Mehmeti        | Malmö FF                    |
| 10  |        |  | Moestafa El Kabir   | Mjällby                     |
| 10  |        |  | Tobias Hysén        | IFK Göteborg                |
| 10  |        |  | Ricardo Santos      | Kalmar                      |
| 10  | 2      |  | Daniel Larsson      | Malmö FF                    |
| 9   |        |  | Daniel Mendes       | Kalmar                      |
| 9   |        |  | Kennedy Igboananike | Djurgården                  |
| 9   |        |  | Jakob Orlov         | Gefle                       |
| 9   | 1      |  | Marcus Ekenberg     | Mjällby                     |

## Statistiche

### Capoliste solitarie
- 2ª giornata:  Helsingborg
- 3ª giornata:  Malmö FF
- 5ª-22ª giornata:  Helsingborg
- 23ª giornata:  Malmö FF
- 26ª giornata:  Malmö FF
- 28ª giornata:  Helsingborg
- 30ª giornata:  Malmö FF

### Squadre
- Maggior numero di vittorie:  Malmö FF (21)
- Minor numero di sconfitte:  Malmö FF e  Helsingborg (5)
- Migliore attacco:  Malmö FF (59 gol fatti)
- Miglior difesa:  Malmö FF (24 gol subiti)
- Miglior differenza reti:  Malmö FF (+35)
- Maggior numero di pareggi:  Elfsborg (11)
- Minor numero di pareggi:  Malmö FF,  Örebro (4)
- Maggior numero di sconfitte:  Brommapojkarna (17)
- Minor numero di vittorie:  Brommapojkarna (6)
- Peggiore attacco:  Brommapojkarna (20 gol fatti)
- Peggior difesa:  Åtvidaberg (51 gol subiti)
- Peggior differenza reti:  Brommapojkarna (-28)

### Giocatori
- Capocannoniere: Alexander Gerndt (20 gol,  Gefle e  Helsingborg)
- Maggior numero di cartellini gialli ricevuti: Tobias Grahn (10 cartellini,  Mjällby)[2]
- Maggior numero di cartellini ricevuti: Nordin Gerzić (15 cartellini,  Örebro)[2]

### Partite
- Più gol:

 Djurgården -  Elfsborg 4-4 (24 ottobre 2010)

## Verdetti
- Malmö FF campione di Svezia 2010. Ammesso al secondo turno di qualificazione alla UEFA Champions League 2011-2012.
- Helsingborg ammesso al secondo turno preliminare di UEFA Europa League 2011-2012.
- Örebro ammesso al secondo turno preliminare di UEFA Europa League 2011-2012.
- Elfsborg e Häcken ammesse al primo turno preliminare di UEFA Europa League 2011-2012.
- Åtvidaberg e Brommapojkarna retrocesse in Superettan 2011.